# Frank Albert Cotton
Frank Albert Cotton (Filadelfia, 9 aprile 1930 – College Station, 20 febbraio 2007) è stato un chimico statunitense, noto principalmente per le sue ricerche sulla chimica dei metalli di transizione e per essere coautore del libro Advanced Inorganic Chemistry.

## Vita e ricerche
Frank Albert Cotton nacque a Filadelfia. Sempre a Filadelfia frequentò prima le scuole pubbliche locali, quindi la Drexel University, e infine la Temple University. Dopo aver ottenuto nel 1951 il baccellierato dalla Temple University, fece il Ph.D. all'Università di Harvard sotto la guida di Sir Geoffrey Wilkinson studiando i metalloceni.
Ottenuto il Ph.D. nel 1955, passò al Massachusetts Institute of Technology, iniziando anche ad insegnare. Nel 1961, a soli 31 anni, diventò la persona più giovane ad aver ricevuto una cattedra al Massachusetts Institute of Technology. Si interessò sia di strutture elettroniche che di sintesi. Le sue ricerche sugli alogenuri di renio aprirono la strada agli studi sui legami multipli tra atomi dei metalli di transizione; nel 1964 identificò un legame quadruplo nello ione Re2Cl82−. Studiò varie altre specie contenenti legami multipli metallo-metallo, e chiarì la struttura dell'acetato di cromo(II).
Fu uno dei primi sostenitori dell'utilizzo della diffrazione dei raggi X su cristallo singolo per chiarire la chimica così vasta dei complessi metallici. Con i suoi studi sui cluster dimostrò che molti erano flussionali, per cui i leganti si scambiavano tra i vari siti di coordinazione in una scala di tempi osservabile spettroscopicamente. Coniò la parola apticità e la nomenclatura che ne deriva.
Nel 1972 si spostò come professore di chimica alla Texas A&M University a College Station nel Texas, dove fu anche direttore del Laboratorio di Struttura e Legami Molecolari.
Cotton morì il 20 febbraio 2007 a College Station, per complicazioni in seguito ad una ferita alla testa procurata in una caduta nell'ottobre precedente. Lasciò la moglie Diane Dornacher, sposata nel 1959, e due figlie, Jennifer e Jane. Il dipartimento di polizia locale aprì un'inchiesta sulla sua morte, ritenendola "sospetta".

## Insegnamento e pubblicazioni
Oltre a svolgere ricerche, Cotton insegnò chimica inorganica. È autore del libro Chemical Applications of Group Theory, incentrato sulla applicazione della teoria dei gruppi ai legami chimici e alla spettroscopia.
Assieme al suo relatore di tesi, Sir Geoffrey Wilkinson, è inoltre coautore di uno dei più noti testi di chimica inorganica, Advanced Inorganic Chemistry, giunto alla sesta edizione inglese. Questo testo è comunemente noto a tutti i chimici come "il Cotton e Wilkinson" e, oltre a passare in rassegna le caratteristiche salienti della chimica inorganica di tutti gli elementi della tavola periodica, tratta anche di chimica di coordinazione, chimica di cluster, catalisi omogenea e chimica organometallica.
Cotton è anche autore di più di 1700 articoli su riviste specialistiche. È stato supervisore di 116 di studenti di dottorato e più di 150 ricercatori "post-doc".

## Incarichi e onorificenze
Cotton fu membro del comitato di redazione di varie riviste scientifiche, tra le quali Journal of the American Chemical Society, Inorganic Chemistry e Organometallics. Diresse la divisione di Chimica Inorganica della American Chemical Society, e fece parte di vari comitati scientifici e tecnici.
Fu membro della National Academy of Sciences degli Stati Uniti, e delle corrispondenti accademie di Russia, Cina, Inghilterra, Francia e Danimarca.
Ricevette 29 lauree honoris causa e numerosi premi, tra i quali: la National Medal of Science degli Stati Uniti nel 1982, la
Medaglia Priestley nel 1998,   e il Premio Wolf nel 2000.
In suo onore nel 1995 il Dipartimento di Chimica della Texas A&M University ha istituito la Medaglia F. A. Cotton, che viene attribuita annualmente. Porta il suo nome anche il Premio F. A. Cotton per la Sintesi in Chimica Inorganica, che viene assegnato ogni anno al Convegno Nazionale della American Chemical Society.